# Дорівал Жуніор
Дорівал Сільвестре Жуніор (порт. Dorival Silvestre Júnior) — бразильський професійний футбольний тренер і колишній гравець, який грав на позиції опорного півзахисника. З 2024 по 2025 рік головний тренер національної збірної Бразилії.

## Титули і досягнення
- Володар Кубка Бразилії (1):

«Інтернасьйонал»: 2010
«Фламенгу»: 2022
«Сан-Паулу»: 2023
- Володар Кубка Лібертадорес (1):

«Інтернасьйонал»: 2010
«Фламенгу»: 2022
- Переможець Рекопи Південної Америки (1):

«Інтернасьйонал»: 2011